# Упирі (село)

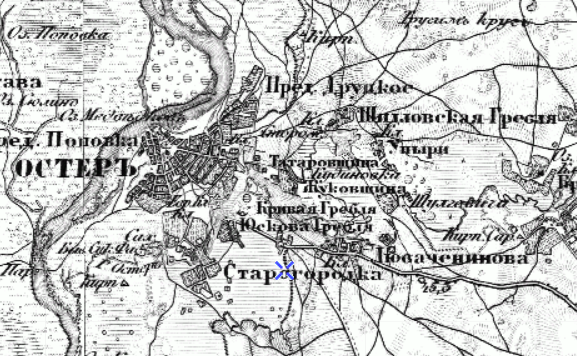
Село Упирі на мапі Ф.Ф.Шуберта. ХІХ ст.

Упирі — колишнє село Остерського повіту, Чернігівської губернії. Злилося з селом Жуківщина до сер. XX ст.
Згадується в описах Остерщини середини XIX ст. як "село над Остром". Назва походить від прізвища Упир, яке траплялось в Подесенні, зокрема в містечку Літках. 
Станом на 1866 рік в селі налічувався 5 дворів і 52 мешканці. 